# Christine Bongo
Pour les articles homonymes, voir Bongo (homonymie).
Christine Bongo Lumengu (connue sous le nom Christine Bongo) née le 24 juillet 1988 à Kinshasa, est une joueuse de football congolaise (RDC). Elle évolue au poste de milieu de terrain.

## Biographie

### Carrière en club
Christine Bongo joue en faveur de La Colombe Brazzaville au Congo-Brazza et pour le Force Terrestre au Congo-Kinshasa.

### Carrière internationale
Bongo est sélectionnée dans la catégorie senior de l'équipe nationale féminine de la RDC lors du championnat d'Afrique féminin 2006.